# Michaił Tichonrawow (żołnierz)
Michaił Iwanowicz Tichonrawow, ros. Михаил Иванович Тихонравов (ur. 23 stycznia 1891, zm. 4 maja 1970 w Glenn Cove) – rosyjski wojskowy (pułkownik), emigracyjny działacz kombatancki, dowódca batalionu w Rosyjskim Korpusie Ochronnym podczas II wojny światowej, publicysta.
W 1908 r. ukończył korpus kadetów w Woroneżu, zaś w 1911 r. szkołę kawaleryjską w Jelizawetgradzie. Służył w 20 Pułku Dragonów. Następnie w stopniu rotmistrza przeszedł do 10 Pułku Huzarów. Brał udział w I wojnie światowej. W sierpniu 1918 r. wstąpił do nowo formowanych wojsk Białych. Objął dowództwo Ingermanlandzkiego Dywizjonu Huzarów, od lipca 1919 r. w stopniu pułkownika Ingermanlandzkiego Pułku Huzarów. Jesienią 1919 r. został dowódcą 1 Pułku Konnego. Od wiosny 1920 r. dowodził 5, a następnie 1 Pułkiem Kawalerii. W połowie października 1920 r. wraz z wojskami Białych został ewakuowany z Krymu do Gallipoli. Na emigracji zamieszkał w Królestwie SHS. W Belgradzie przewodniczył Stowarzyszeniu 10 Pułku Husarzy. Ukończył Wyższe Wojskowe Kursy Naukowe. Po zajęciu Jugosławii przez wojska niemieckie w kwietniu 1941 r., wstąpił do nowo formowanego Rosyjskiego Korpusu Ochronnego. Awansował do stopnia majora. Dowodził batalionem. Po zakończeniu wojny przebywał w obozie w Austrii, gdzie zorganizował, a następnie przewodniczył miejscowej grupie Rosyjskiego Związku Ogólnowojskowego (ROWS). W 1948 r. wyemigrował do Maroka. W 1949 r. zamieszkał w Casablance. Od 1955 r. był przewodniczącym miejscowego oddziału (ROWS). Następnie przeniósł się do USA. Od 1967 r. współpracował z redakcją pisma „Wojennaja Byl”, pisząc artykuły o tematyce historycznej.